# Herr Klex akademi
Herr Klex akademi (polska: Akademia pana Kleksa) är en polsk barnbok från 1946 av Jan Brzechwa med illustrationer av Jan Szacer. Den första upplagan publicerades i Warszawa. 
Boken handlar om den tolvåriga, oregerliga, rödhåriga Adaś Niezgódka som hamnar på Herr Klex akademi tillsammans med tjugotre pojkar - alla med namn som börjar på A. 
Brzechwa skrev två uppföljare till boken: Podróże pana Kleksa och Tryumf pana Kleksa. 
Boken utgavs på svenska 2020 av Atrium förlag översatt av Tomas Håkanson och illustrerad av Jenny Berggren.

## Handling
Akademien är en färgstark byggnad i tre våningar som ligger på Chockladgatan. På bottenvåningen finns skolrum, på första våningen finns sovrum och matsal, på andra våningen bor herr Klex och den lärde staren Mateusz. På tredje våningen som nås genom skorstenen, eftersom trappan endast går till andra våningen, håller herr Klex sina hemligheter, till vilka endast han har tillgång. Byggnaden är omgiven av en enorm park och en mur med portar som leder till närliggande sagor. Bokens hjälte besöker bland annat sagan om den lilla flickan med svavelstickorna och sagan om törnrosa och de sju bröderna.
Dagen på akademin börjar klockan fem på morgonen, då det droppar vatten på pojkarnas näsor från luftslussarna i taket. Klockan halv sju är det frukost, och klockan sex är det namnupprop, varefter herr Klex samlar in drömspeglar från pojkarna där deras drömmar speglas in (herr Klex ansåg Adaśs dröm "Om sju glas" vara en av de mest intressanta). Lektionerna börjar klockan sju och inkluderar: klexografi, bokspinneri, spela klotboll och geografi. Intressanta äventyr på akademin inkluderar även besök på hålfabriken och Adaś besök i hundparadiset, där hon träffade sin Rex.

## Filmatiseringar
Boken filmatiserades 1983 regisserad av Krzysztof Gradowski, med musik av Andrzej Korzyński. Rollen som herr Klex spelades av Piotr Fronczewski.
Boken framfördes som musikal på Teatr Muzyczny Roma i Warszawa skriven av Wojciech Kępczyński och Daniel Wyszogrodzki med musik av Andrzej Korzyński.[källa behövs]
I början av 2024 hade en andra filmatisering premiär, regisserad av Maciej Kawulski. Tomasz Kot spelade rollen som herr Klex och Piotr Fronczewski spelade doktor Paj-Chi-Wo.